# Loreto Carbonell
Loreto Dilema Carbonell (Dauin, 1933 – Parañaque, 23 settembre 2017) è stato un cestista e allenatore di pallacanestro filippino.

## Carriera
Con le Filippine ha disputato i Giochi olimpici di Melbourne 1956 e i Campionati mondiali del 1959.